# Kirchheim unter Teck
Kirchheim unter Teck là một thị xã ở Baden-Württemberg, Đức, trong huyện Esslingen. Đô thị này có tọa lạc bên sông Lauter, nhánh của sông Neckar. Đô thị này nằm gần lâu đài Teck, cự ly khoảng 25 km về phía đông nam của Stuttgart.